# Los ladrones van a la oficina
Los ladrones van a la oficina es una serie de televisión cómica española, emitida entre 1993 y 1996 en Antena 3. Protagonizada por actores como José Luis López Vázquez, Fernando Fernán Gómez, Manuel Alexandre, Agustín González, Anabel Alonso y Antonio Resines, la serie ganó un Ondas en 1993. Dirigida por Tito Fernández, la serie estuvo producida por Miguel Ángel Bernardeau y Eduardo Campoy.

## Argumento
Todo se ambienta en un bar llamado "La Oficina" que está situado en una calle de Madrid llamada "San Esteban de Pravia, número 12"  (curiosamente tiene el mismo nombre del pueblo donde nació el director de la serie). El bar está regentado por "la Pruden" (Anabel Alonso) y su marido "el Smith" (Antonio Resines), allí se suelen reunir un grupo de ladrones, todos capitaneados por "Don Anselmo" (Fernando Fernán Gómez), y los veteranos "el Escabeche" (José Luis López Vázquez) y "el Anticuario" (Manuel Alexandre). Estos tres amigos, que recuerdan timos y planean nuevos, son vigilados de cerca por el torpe pero bonachón "Comisario García" (Agustín González) y su ayudante, el "Inspector Gutiérrez" (Roberto Cairo).

## Apariciones
Señal:      = Principales (Protagonistas)
Señal:      = Recurrentes
Señal:       = Apariciones especiales/Cameo
| Fernando Fernán Gómez   | Don Anselmo Prieto Díaz                  | 12 | 10 | 13 | 13 | 3  | 13 | 3  | 3  | 2  | - | 72  |
| José Luis López Vázquez | Antonio Pedraza Sánchez, el Escabeche    | 12 | 7  | 8  | 8  | 7  | 8  | 6  | 8  | 10 | 2 | 76  |
| Manuel Alexandre        | Arsenio Vazquez Izquierdo, el Anticuario | 13 | 13 | 13 | 11 | 13 | 11 | 8  | 10 | 12 | 2 | 106 |
| Anabel Alonso           | Prudencia Prieto Romerales, la Pruden    | 13 | 12 | 13 | 12 | 13 | 13 | 13 | 12 | 13 | 6 | 120 |
| Antonio Resines         | Emilio Gómez Sáenz, el Smith             | 13 | 11 | 11 | 9  | 11 | 11 | 2  | 3  | 3  | - | 74  |
| Guillermo Montesinos    | Casimiro Durán                           | 13 | 13 | 12 | 11 | 13 | 12 | 5  | 9  | -  | 3 | 88  |
| Mabel Lozano            | Remedios Gutiérrez Engracia              | 11 | 10 | 10 | 13 | 8  | 8  | 9  | 10 | 13 | 5 | 97  |
| Agustín González        | Manuel García García, Comisario García   | 11 | 5  | 8  | 10 | 13 | 11 | 6  | 9  | 9  | 5 | 87  |
| Roberto Cairo           | Inspector Eusebio Gutiérrez              | 1  | 1  | 7  | 9  | 11 | 11 | 11 | 12 | 13 | 6 | 82  |
| Tony Valento            | Jacinto, el Capataz                      | 10 | 9  | 8  | 9  | 11 | 2  | 4  | 8  | -  | - | 61  |
| Enrique Escudero        | El Gaseosa                               | 13 | 11 | 7  | 9  | 10 | 4  | 2  | 8  | -  | - | 64  |
| Enrique San Francisco   | El Carteras                              | 4  | 4  | 1  | -  | 1  | 1  | -  | 3  | 5  | 1 | 20  |

## Reparto
Esta serie permitía ver trabajar juntos a cinco de los mejores actores españoles del siglo XX, Fernando Fernán Gómez, José Luis López Vázquez, Manuel Alexandre y Agustín González, que forman parte del reparto principal, a los que habría que añadir la colaboración esporádica de Paco Rabal.

### Reparto principal
- Fernando Fernán Gómez - Don Anselmo Prieto Díaz
- José Luis López Vázquez - Antonio Pedraza Sánchez, el "Escabeche"
- Manuel Alexandre - Arsenio Vázquez Izquierdo, el "Anticuario"
- Anabel Alonso - Prudencia Prieto Romerales, la "Pruden"
- Antonio Resines - Emilio Gómez Saénz, el "Smith" (o el "Mudo")
- Guillermo Montesinos - Casimiro Durán, el "Durán" (o el "Ciego")
- Mabel Lozano - Remedios Gutiérrez Engracia, la "Reme"
- Agustín González - Manuel García García, el "Comisario García"
- Roberto Cairo - Inspector Eusebio Gutiérrez
- Tony Valento - Jacinto, el "Capataz"
- Enrique Escudero - El "Gaseosa"
- Enrique San Francisco - El "Carteras"
- Beatriz Suárez - María Madeira, la "Portuguesa"
- Mary Carmen Ramírez - Lucila, "Lucy"
- Javier de Campos - El herbolario
- Alicia Bogo - Ana García Cuernavaca, hija del Comisario García
- Jaime Linares - Anselmo Prieto, "Anselmín", hijo de Don Anselmo
- Paco Rabal - Armando Guerra, "Gran Morgan", "Buenavista"
- Luis Ángel Priego - Óscar Gómez Tanpico, hijo del "Smith"
- Rossy de Palma - Comisaria Eva Duarte

### Artistas esporádicos y artistas invitados
- Aurora Redondo - Aurora García Ríos, madre del Comisario García
- Ana Belén y Beatriz Roldán- Las "Gemelas", sobrinas de Lucila
- Susana González Podadera - La "Rubia", novia del "Durán"
- Antonio Gamero - Comisario Ramiro Ramírez
- Pepín Salvador - Jesús López de las Heras, director general de Policía
- María Vico - Carmen Cuernavaca, mujer del Comisario García
- Daniel Cea Quiñones - Cigarrero en la máquina de tabaco
- Lola Lemos - Doña Ernestina
- Carmen Martínez Sierra - Señora mayor amiga de Doña Ernestina
- Antonio Flores - Joselito, "El Piga"
- Lolita - Carmela, la esposa de "El Piga"
- Lola Flores - Lola, suegra de "El Piga"
- Marta Fernández Muro - Sra. Maggie
- Luis Barbero - Don Julián, socio inversor de Don Anselmo
- Alfonso del Real - Señor Obispo
- Mónica Cano - Funcionaria de Inmigración
- Paco Camoiras - El Portugués
- Florinda Chico - Cayetana la colorá
- Joaquín Kremel - Doctor Klaus
- Alberto Fernández - Felipe, dueño Sanitarios Rupérez
- Pepe Martín - Ernesto Varón, "Marqués de Pinzas"
- Francisco Cecilio - Santiago "el gallego", traficante de tabaco
- Pepe Ruiz - Paco "El Yeserías"
- Miguel Ángel Suárez - Aquilino el informático
- Manolo Cal - El Agonías, atracador de La Oficina
- Vicky Lagos - Pepa, exnovia de Don Anselmo
- Mercedes Alonso - Purita Reyejo
- Alfonso Guirao - Agregado cultural de la embajada de la India
- Jorge Calvo - Delgado, cabo de la Policía Nacional
- Curro Summers - Anselmín, hijo de Don Anselmo
- María Barranco - Luisa Vázquez, hija del "Anticuario"
- Luis Fernando Alvés - Hijo del Duque de Glanston
- Fernando Rey - Duque de Glanston
- Narciso Ibáñez Menta - Don Tomás, amigo de Don Anselmo
- Rafael Álvarez 'El Brujo' - El gafe
- Gracita Morales - Angelines, prima del "Escabeche"
- Asunción Balaguer - Concepción, prima del "Escabeche"
- Jorge Bosso - Gino, mafioso italiano
- Francisco Merino - El Pelucas, falso Obispo
- Jesús Guzmán - Jerónimo López, dueño tienda de antigüedades
- Francisco Casares - Míster Grenadier, carterista francés
- Mara Goyanes - Presidenta de la mesa de Cruz Roja
- Juan Diego - El "Solsona"
- José Lifante - Herminio el psicópata
- Pep Guinyol - Gustavo, secuestrador cubano
- Maite Blasco - Sor Catalina
- Damián Velasco - Ganadero Torrelarga
- Amparo Soto - Doña Paqui
- Conrado San Martín - Comprador alemán de arte español
- Juan Ribó - Jean Paul, chef francés de La Oficina
- Ramón Rivero - Aquilino García García, hermano del Comisario
- Rafael Díaz - Agente de seguros 'La Previsora'
- Antonio Iranzo - Pintor de La Venus del Orzuelo
- Ramón Pons - Dueño Galería de Arte
- Jenny Llada - Juani, policía y amante del Comisario García
- Micky Molina - Maestro torero
- Vicente Haro - Dependiente de la Joyería
- Pepe Carabias - Eustaquio, falso policía
- Marisa Porcel - madre de trillizos
- Marisa de Leza - Pitita
- Pedro Peña - director del banco
- Imanol Arias - vagabundo de Nochebuena
- Julieta Serrano - Marta González, funcionaria del Tribunal Tutelar de Menores
- Juana Cordero - Estrella
- Pedro Valentín - concejal Mínguez
- Claudia Gravy - señora Mónica Roberts
- Ángel de Andrés - Don Benito
- Josele Román - Brígida, la pescadera
- Raúl Fraire - Camarada Pocero
- Silvia Marsó - Violeta, vendedora de cupones
- Luis Merlo - Juancho, antiguo amigo de la Pruden
- Paco Racionero - Conductor de autobús
- Isabel Ruiz de la Prada - Chica de compañía
- Saturnino García - Menéndez
- El Dioni - Dionisio Rodríguez, Robin de los pobres
- Mónica Cano -
- Quique Camoiras - Pirata patapalo
- Enrique Simón - El "Cotorra"
- Germán Cobos - Subsecretario
- María Fernanda D'Ocón - Mujer del subsecretario
- Frank Braña - El estirado.
- Ramón Agirre - Antonio
- Laura Cepeda - Mujer de Antonio
- Ana Otero - Chica con pancarta en manifestación
- Sonsoles Benedicto - Esposa del Director General
- Narciso Ibáñez Menta
- Goya Toledo
- Jaime de Mora y Aragón
- Juan Echanove
- David Carrillo
- Simón Andreu - Carlos, "el hombre sin rostro"
- Víctor Valverde
- Carmen Martínez Sierra
- Carlos Lucas
- Nancho Novo - Paco Rabal
- Pilar Laguna
- Juan Antonio Tirado - locutor radio deportivo - voz off en el capítulo 13 de la 8ª Temporada.

## Episodios

### Temporada 1 (Primavera 1993)
1. "El más tonto hace relojes"
2. "Mas cornadas da el hambre"
3. "Con la Iglesia topamos"
4. "No hay mal que por bien no venga"
5. "Cerrado por defunción"
6. "Todos somos hijos de Dios"
7. "Mueven mas dos letras que dos carretas"
8. "Si Quiero"
9. "Bueno, Bonito, Barato."
10. "Hacienda Somos Todos"
11. "De la oficina al cielo"
12. "Sorpresas, te da la vida"
13. "Guerra de clanes"

### Temporada 2 (Otoño 1993)
1. "La Cola del Culebrón"
2. "Adjudicado"
3. "Alta tensión"
4. "Feliz Navidad comisario"
5. "Aleluya"
6. "Un día en las carreras"
7. "Atraco perfecto"
8. "La oficina en venta"
9. "El espíritu de Durán"
10. "Un sicópata en la oficina"
11. "Los hijos de Anselmo"
12. "Todo sea por la Virgen"
13. "El cuponazo"

### Temporada 3 (Invierno 1993 - 1994)
1. "Hare Krisna"
2. "El Afrodisiaco"
3. "Acoso sexual"
4. "Se vende"
5. "El chaparrón"
6. "Un milagro en La Oficina"
7. ¡Viva Zapata!
8. "Impulso Juvenil"
9. "El Gafe"
10. "La herencia de Escabeche" (12 de enero de 1994)
11. "Cumbre Europea"
12. "Smith habla"
13. Volver

### Temporada 4 (Primavera 1994)
1. "Cerámica griega"
2. "Capicúa"
3. "La libreta de Smith"
4. "Un fantasma del pasado"
5. "Terror en La Oficina"
6. "El aparato japonés" (16 de marzo de 1994)
7. "El secuestro"
8. "Nuevas generaciones"
9. "Tal para Cual"
10. "Rap y Toros"
11. "El soplón"
12. "El Greco, Goya y Velazquez"
13. "Viernes Santo en La Oficina"

### Temporada 5 (Otoño 1994)
1. "Chez Prudencia"
2. "Poder Magnético"
3. "Madres...no hay más que una"
4. El seguro de vida
5. Instintos básicos
6. La Venus del Orzuelo
7. El León del Congreso
8. La Maldición de Fellini
9. España Cañí
10. Cocodrilos en el Nilo
11. Uno para todos, todos para uno
12. Benidorm Cancun
13. ¡Socorro...Policías!

### Temporada 6 (Invierno 1994 - 1995)
1. "Un timo sentimental"
2. "BABY TEST"
3. Hasta que la suerte nos separe
4. Esplendor en el Césped
5. "Confesiones a Medianoche"
6. "El Buzón"
7. "La Soledad del Timador de Fondo"
8. "El mejor abuelo"
9. "Trapecio"
10. "El niño y el vagabundo"
11. "Las uvas de la ira"
12. "King-Kong contra García"
13. "Royal College"

### Temporada 7 (Primavera 1995)
1. "Abierto 24 horas"
2. "Aurora Roja"
3. "Corazón tan blando" (15 de febrero de 1995)
4. "Punto y Aparte" (15 de marzo de 1995)
5. "Tiempos modernísimos"
6. "La Venganza de la Pruden"
7. "El poder y la gloria"
8. "Agua que no has de beber"
9. "Las joyas de la corona"
10. "El meteorito de las 10:15"
11. "El rosario de su madre" (3 de mayo de 1995)
12. "Robin de los pobres"
13. "Esclavos para siempre"

### Temporada 8 (Otoño 1995)
1. "Prudencia temeraria" (11 de octubre de 1995)
2. "Seducido y abandonado"
3. "Pata Negra"
4. "Viento en popa"
5. "Timador y caballero"
6. "Marca registrada"
7. "La cultura de la estafa" (1 de enero de 1995)
8. "Schsst... secreto" (13 de septiembre de 1995)
9. "Alta costura"
10. "El novio de la Pruden"
11. "Sangre azul"
12. "Desamor, desencanto y desenfreno"
13. "¡Nos ha tocao!"

### Temporada 9 (Invierno 1995 - 1996)
1. "El Hombre con Rostro" (15 de noviembre de 1995)
2. "Estamos en Obras" (29 de noviembre de 1995)
3. "Ojo al Parche"
4. "Aprended, Aprended, Malditos"
5. "Cuarenta años de Carnet" (22 de noviembre de 1995)
6. "Humo"
7. "Melisa, Valeriana y Floripondio"
8. "El Virus de Navidad"
9. "El Paraíso puede esperar"
10. "Spain is Different"
11. "Amigos para Siempre"
12. "El caso de Los Reyes Magos"
13. "Se Necesita Ayudante"

### Temporada 10 (Primavera 1996)
1. "Cuatro Bodas y un Dineral"
2. "Pasaporte a la Oficina"
3. "La Pasión Egipcia"
4. "Tú más"
5. "Prometeo Prometido"
6. "El Sentido de la Vida"
7. "Griselda, la mujer maldita"
8. "El último golpe" (Último capítulo de la serie grabado por Tito Fernández en marzo de 1996)[2]

## Banda sonora
Contiene dos canciones:
- "Los ladrones van a La Oficina" (Letras: José Luis Abel, Música: Mario de Benito y Richi Morris). Interpretada por Cani González.

- "La Oficina". Compuesta e interpretada por Enrique Morente.

## Premios y nominaciones (3 & 4)
- Premios Ondas

| Año  | Categoría              | Premiado               | Resultado |
| ---- | ---------------------- | ---------------------- | --------- |
| 1993 | Nacional de televisión | Nacional de televisión | Ganadora  |

- Fotogramas de Plata

| Año  | Categoría                  | Premiado                | Resultado                 |
| ---- | -------------------------- | ----------------------- | ------------------------- |
| 1993 | Mejor actor de televisión  | Fernando Fernán Gómez   | Nominado                  |
| 1993 | Mejor actor de televisión  | Antonio Resines         | Semifinalista (2ª ronda)  |
| 1993 | Mejor actor de televisión  | José Luis López Vázquez | Semifinalista (1.ª ronda) |
| 1993 | Mejor actriz de televisión | Anabel Alonso           | Ganadora                  |

- Premios de la Unión de Actores

| Año  | Categoría                                       | Premiado              | Resultado |
| ---- | ----------------------------------------------- | --------------------- | --------- |
| 1993 | Mejor interpretación protagonista de televisión | Fernando Fernán Gómez | Nominado  |
| 1993 | Mejor interpretación secundaria de televisión   | Anabel Alonso         | Nominada  |
| 1993 | Mejor interpretación revelación                 | Anabel Alonso         | Nominada  |

- Premios ADIRCAE

| Año  | Categoría                 | Premiado                  | Resultado |
| ---- | ------------------------- | ------------------------- | --------- |
| 1994 | Mejor serie de televisión | Mejor serie de televisión | Ganadora  |

## Archivo
- Cabecera de la serie